# Phascolosoma granulatum
Phascolosoma granulatum är en stjärnmaskart som beskrevs av Leuckart 1828. Phascolosoma granulatum ingår i släktet Phascolosoma och familjen Phascolosomatidae. Inga underarter finns listade i Catalogue of Life.